# Coreopsis drummondii
Coreopsis drummondii là một loài thực vật có hoa trong họ Cúc. Loài này được (D.Don) Torr. & A.Gray mô tả khoa học đầu tiên năm 1842.